# Sophta concavata
Sophta concavata är en fjärilsart som beskrevs av Walker 1862. Sophta concavata ingår i släktet Sophta och familjen nattflyn. Inga underarter finns listade i Catalogue of Life.

## Bildgalleri

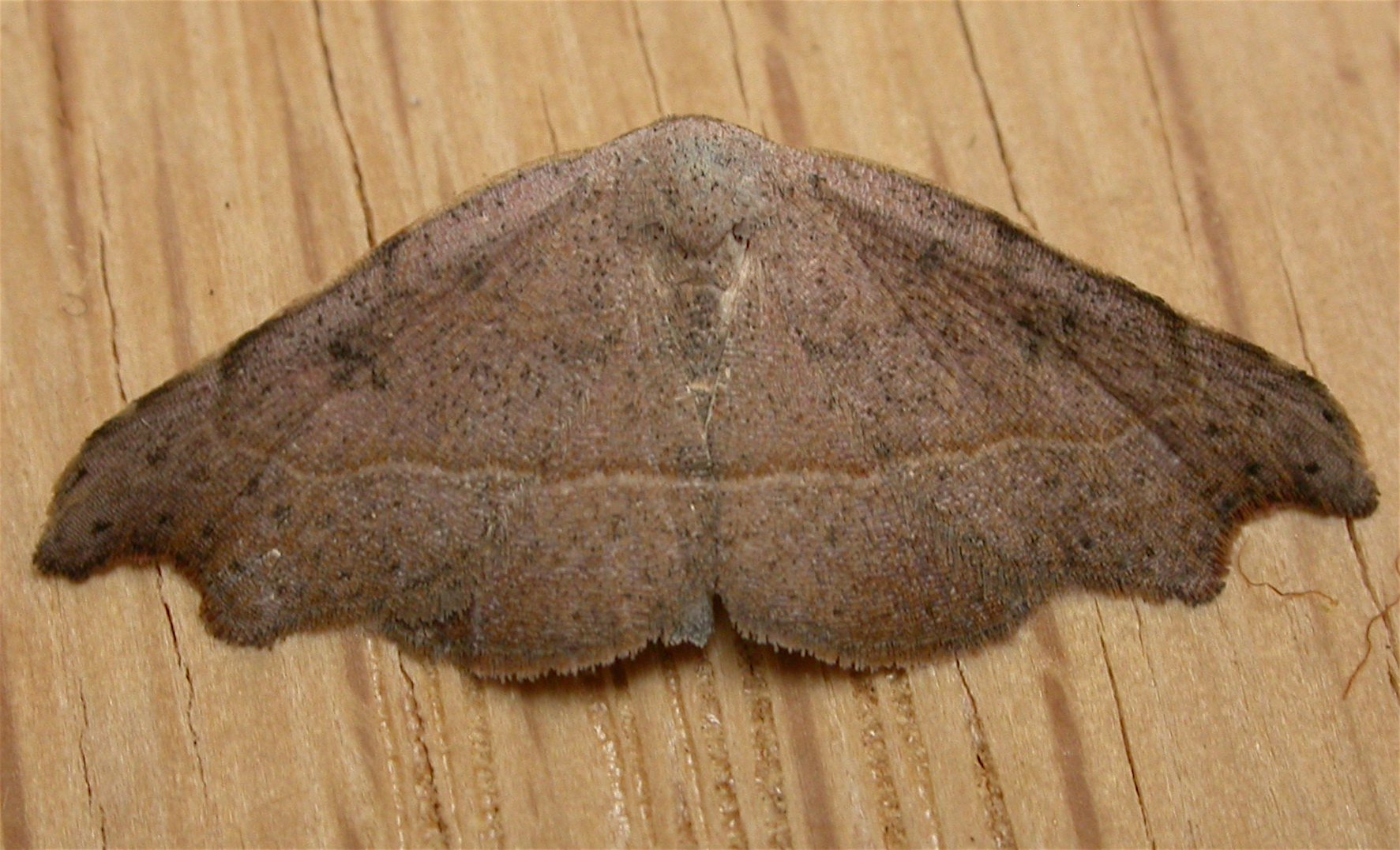